# 中伊靈和阿克頓 (英國國會選區)

選區在大倫敦的位置

中伊靈和阿克頓（英語：Ealing Central and Acton），英國國會一自治市選區，包括大倫敦中西部伊靈區東南部的八個地方選區。
始設於2010年。2010年大選中保守黨的倫敦議會議員安吉·布雷以38.0%選票勝出。